# قمری خالدار
قمری خالدار (نام علمی: Spilopelia chinensis) نام یک گونه از تیره کبوتران است.